# Museu dos Festivais de Cinema
Fundado em outubro de 2016, o Museu do Festival de Cinema de Gramado (MFCG) fica na Avenida Borges de Medeiros, 2659, ao lado do Palácio dos Festivais e da Igreja São Pedro, na cidade de Gramado, no Rio Grande do Sul. Com uma área de mais de 500 metros quadrados e diversas atrações interativas e peças que contam a história do Festival de Cinema e do Cinema Latino-Americano¹, o MFCG é um dos mais modernos e completos roteiros turísticos para quem visita a cidade, conhecida nacionalmente pelo seu caráter turístico².
No acervo interativo, que conta com banners, painéis, vídeos, quiz, a possibilidade de montar um pequeno filme, entre outras atrações, o Museu do Festival de Cinema de Gramado lembra os mais de 40 anos da premiação e também parte do passado da sétima arte. Por isso, é considerado o primeiro museu de cinema interativo e contemporâneo da América Latina². O espaço fica aberto de segunda a domingo, das 11h às 21h, com entrada custando R$ 20,00 de segunda à sexta e R$ 30,00 aos sábados, domingos e feriados - para os gramadenses, a entrada é gratuita².

## História
A ideia de implantar um museu para o Festival de Cinema em Gramado já era antiga e, desde 2014, havia projetos para que o espaço saísse do papel³. Então, em 2016, foi finalmente assinado o contrato de concessão para a implantação e gestão do projeto elaborado pela Secretaria de Turismo para o MFCG, que ficou a cargo da empresa Gramado Parks⁴.
A comunidade de Gramado e amantes do Cinema espalhados pelo Brasil, acumularam materiais durante as mais de quatro décadas de realização do Festival, fator que ajudou na elaboração do conteúdo apresentado no museu. O acervo é fruto de uma pesquisa que durou quatro meses, com registros públicos, arquivos pessoais e históricos resgatados e doados¹. Durante esse processo, foram examinados cerca de 10 mil documentos contando a história do festival¹.

## Atrações
Entre as atrações do museu, que tem capacidade para receber 2,8 mil pessoas diariamente, estão uma grande coleção de material exclusivo e atrações interativas sobre o Festival de Cinema de Gramado e também sobre o próprio cinema latino-americano¹. Há uma linha do tempo do Festival logo na entrada e também outra sobre o troféu Kikito; um extenso acervo com figurinos, documentos, cartazes, material cenográfico, ficha técnica de filmes; entre outros itens¹. Além disso, o MFCG traz atrações diferenciadas, como:
- Atividade dinâmica “Você é o Diretor”: um jogo interativo no qual é possível criar um mini filme, definindo a história, personagens e a trilha sonora. Os visitantes recebem o material por e-mail².
- Área para fotos instantâneas².
- Totens interativos com quizes e jogos sobre o festival².
- Painéis digitais e projeções².
- Mini Cinema com 12 poltronas confortáveis que exibe filmes e curtas exclusivos².

Juntamente com o espaço que busca resgatar a memória cinematográfica, logo na saída do museu estão localizados uma cafeteria do  Café Colonial Bela Vista, o primeiro café colonial do Brasil, projetado com um estilo Gourmet e que possui vista panorâmica de Gramado⁵, e também uma loja de souvenirs para que visitantes levem para casa itens que lembram a sétima arte e o festival⁶.

## O Festival
O Festival de Cinema de Gramado é o único do estilo realizado ininterruptamente desde a sua criação, em 1973⁷. Nos mais de 40 anos de sua história, a premiação visou sempre prestigiar e homenagear as grandes produções do cinema brasileiro e latino-americano. O festival, realizado anualmente na primeira quinzena de agosto, honra os artistas que, com suas obras, ajudam a desenvolver e popularizar a sétima arte.
O troféu Kikito é dado para atores, diretores, roteiristas, entre outros artistas e produtores envolvidos nos filmes, divididos entre Longa-metragem brasileiro, Longa-metragem estrangeiro, Curta-metragem brasileiro e Curta-metragem gaúcho. Além disso, há premiações especiais: o troféu Oscarito é concedido para grandes atores/atrizes do cinema brasileiro; o troféu Eduardo Abelin para diretores, cineastas ou entidades do cinema; o Kikito de Cristal para grandes expoentes do cinema latino-americano e o Troféu Cidade de Gramado para personalidades que possuem ligação com a cidade e ajudam a divulgar o Festival de Cinema.